# Sona (Burkina Faso)
Pour les articles homonymes, voir Sona.
Sona est une localité située dans le département de Tongomayel de la province du Soum dans la région Sahel au Burkina Faso.

## Santé et éducation
Le village possède une école primaire publique.